# Francisco Ruiz (obispo)
Francisco Ruiz, (Toledo, c. 1476-Ávila, 23 de octubre de 1528) fue un religioso español, miembro de la orden de San Francisco, compañero y secretario del cardenal y arzobispo de Toledo, Francisco Jiménez de Cisneros. Fue predicador en América, y al volver a España, fue designado obispo de Ciudad Rodrigo (1509-1514) y después de Ávila (1514-1528).

## Biografía
De orígenes humildes, González Dávila afirma que sus padres eran muy pobres y que lo enviaron a la catedral de Toledo como monaguillo, donde destacó por sus cualidades en canto. Más tarde estudió en el colegio de un maestre escuela y canónigo de la catedral. Tomó los hábitos de la orden de San Francisco en el convento de Santa María de Jesús en Alcalá de Henares en 1493. Al poco de ingresar en la orden, con diecisiete o dieciocho años, fue recomendado a Francisco Jiménez de Cisneros, entonces recién nombrado provincial de los franciscanos, que tenía la necesidad de un joven acompañante que le hiciera menos pesado el viaje que debería realizar y le ayudara en sus tareas. Así, Ruiz se convirtió en hombre de confianza, confesor y secretario del futuro cardenal, y ambos hicieron camino juntos, Cisneros sobre un asno y Ruiz a pie; además, este pedía limosna en nombre de los dos, pues no permitía que Cisneros lo hiciera.
Francisco Ruiz marchó a América a petición de Cisneros, entonces ya nombrado arzobispo de Toledo, cumpliendo el deseo de los monarcas hispanos de evangelizar y, también, de vigilar a los gobernadores. Llegó al continente junto con otros frailes, Juan Trasierra y Juan de Robles, enviados para el mismo fin. Allí llevó una vida de prédica y evangelización, al tiempo que comprobaba la actividad de los gobernadores para con los indígenas. Enfermó a los seis meses de su llegada, lo que le obligó regresar a la España peninsular. En su retorno llevó regalos para los monarcas y para el cardenal Cisneros, entre ellos un cofre en el que dijo se encontraban símbolos de ídolos y demonios propios de las creencias indígenas, y de «dioses vencidos».
En 1509 fue nombrado obispo de Ciudad Rodrigo y permaneció en esta diócesis hasta 1514, cuando fue promovido como obispo de Ávila al fallecer Alonso Carrillo de Albornoz. Tres años más tarde murió el cardenal Cisneros, que dejó a Ruiz como testamentario. En 1522 marchó con la comitiva de prelados de Carlos I a Italia, con motivo de la elección de Adriano de Utrecht como papa con el nombre de Adriano VI, que hasta entonces había sido inquisidor general y regente de Castilla. Permaneció al lado del nuevo pontífice hasta su fallecimiento al año siguiente.
De vuelta en España en 1524, pasó el resto de sus días en la diócesis abulense. Ruiz fue siempre un gran amante del arte, y durante su mandato encargó varias esculturas para la catedral de Ávila a Vasco de la Zarza. También fundó y dotó la capilla mayor del convento de San Juan de la Penitencia de Toledo, donde se hizo enterrar, o las obras del monasterio de Santo Domingo el Antiguo.
En 1525 fue el primer visitador de la Universidad de Alcalá, por mandato del emperador Carlos I de España.